# Karni-Mata-Tempel

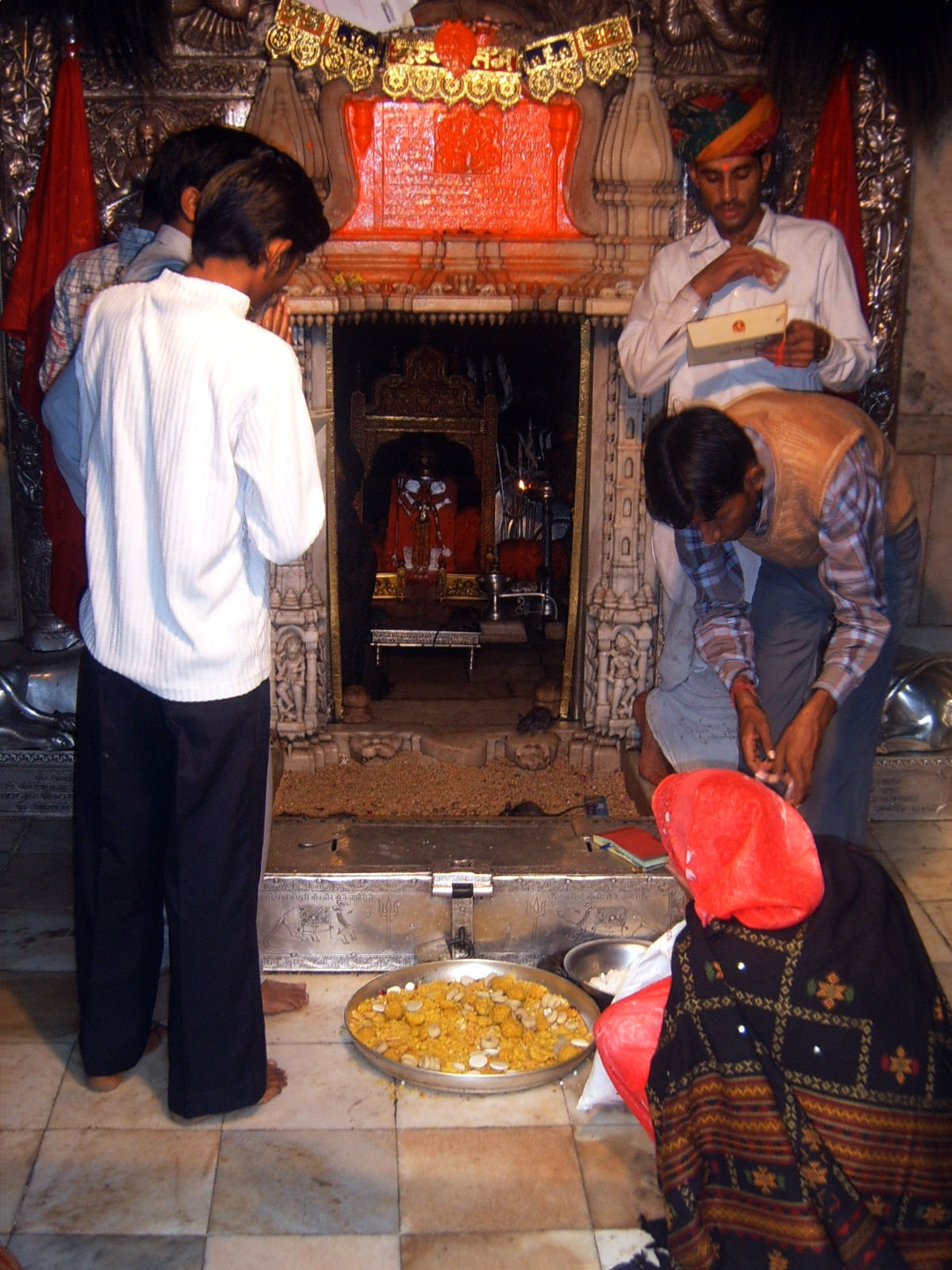
Das Allerheiligste des Tempels; unter dem goldenen Baldachin befindet sich die Statue von Karni Mata

Der Karni-Mata-Tempel (Hindi: करणी माता मंदिर) befindet sich in der kleinen indischen Stadt Deshnok in Rajasthan, etwa 30 Kilometer südlich von Bikaner, nahe an der pakistanischen Grenze. Gewidmet ist dieser hinduistische Tempel Karni Mata, einer Erscheinungsform der Göttin Durga. Über die Grenzen von Indien hinaus ist er vor allem als heiliger Rattentempel bekannt. Im Tempel leben tausende Ratten, die von den Besuchern mit mitgebrachten Speisen und Getränken umsorgt werden.

## Karni Mata
Karni Mata soll im 14. und 15. Jahrhundert gelebt haben und noch zu Lebzeiten als Heilige verehrt worden sein. Sie wurde die Schutzgöttin der Rajputen, besonders der Fürstenfamilie von Bikaner. Nach einer Legende sei ihr der tote Sohn einer Fürstenfamilie gebracht worden, um ihn wieder zum Leben zu erwecken. Daraufhin habe sie in Trance den Totengott Yama um die Herausgabe des verstorbenen Kindes gebeten. Yama habe jedoch geantwortet, er könne ihr die Seele nicht übereignen, da das Kind schon wiedergeboren sei. Daraufhin habe Karni Mata geschworen, dass niemand ihres Volkes je wieder das Totenreich des Gottes Yama betreten würde, und die verstorbenen Seelen nach ihrem Tod als Ratte wiedergeboren würden. Wenn die verstorbenen Seelen das Leben als Ratte hinter sich hätten, sollten sie als Karans (Barden) wiederauferstehen. In der Kulturgeschichte der Rajputen waren fahrende Sänger schon immer hochangesehene Personen und wurden verehrt.

## Der Tempel
Die Geschichte des Tempels reicht etwa 600 Jahre zurück. Am Eingang befinden sich Hunderte aus Stein erbaute Ratten. Die reich verzierte silberne Eingangstür und die kunstvoll geschmückten Silber- und Goldverzierungen sowie die Renovierung des Tempels und Erweiterung waren eine Spende des Maharajas Ganga Singh (1880–1943). Der Zugang ins Allerheiligste ist nur den Hindus erlaubt. Unter dem goldenen Baldachin befindet sich die Statue von Karni Mata. Davor werden den Ratten Speisen und Wasser in silbernen oder bronzenen Schalen serviert.

## Die heiligen Ratten

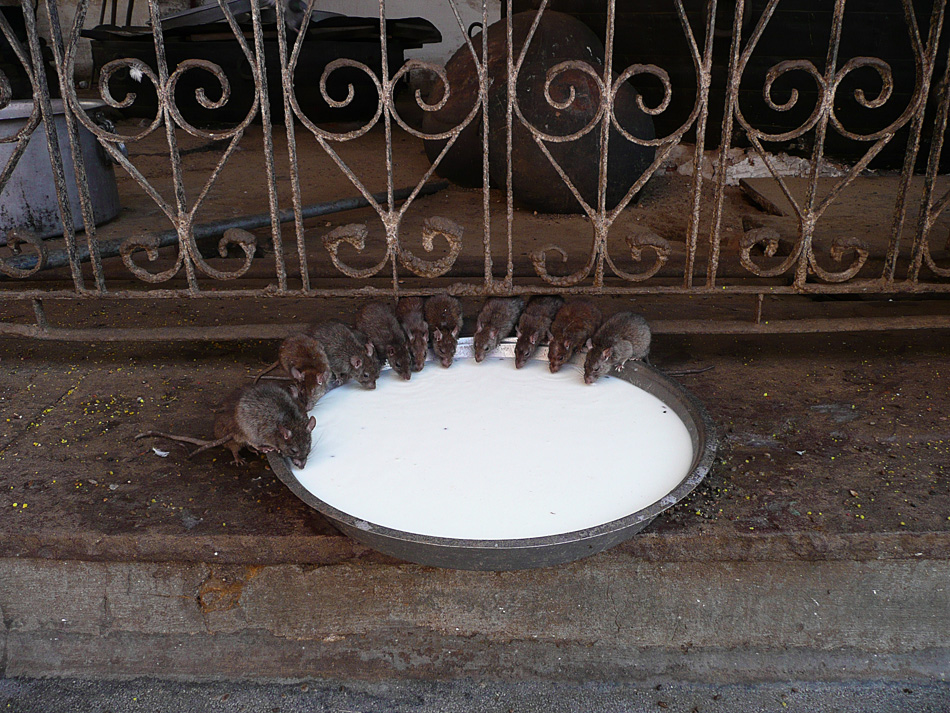
Die Ratten werden mit den mitgebrachten Speisen gefüttert

Nach groben Schätzungen leben etwa 20.000 Ratten in dem Tempel. Wie in hinduistischen Tempeln üblich, müssen die Besucher vor dem Betreten ihre Schuhe ausziehen. Da der Tempel durch die Ratten auch viele Touristen anlockt, die oftmals eine gehemmte bzw. ängstliche Einstellung zu Ratten haben, dürfen diese jedoch ihre Strümpfe anbehalten. Die Besucher werden von den Priestern gebeten, sich vorsichtig im Tempel zu bewegen. Die Ratten sind nicht scheu und nähern sich den Besuchern sehr nahe. Läuft eine Ratte über die Füße, bedeutet das Glück. Für Anhänger von Karni Mata ist es eine besondere Ehre, Kontakt zu den seltenen weißen Ratten aufzunehmen. Mit Leckereien verweilen sie stundenlang an den Mauerritzen und versuchen eines dieser seltenen Exemplare anzulocken. Wird eine Ratte aus Versehen tödlich verletzt, so ist der Besucher angewiesen, das tote Tier außerhalb des Tempels zu begraben und dem Tempel eine Spende, in Form einer silbernen oder goldenen Ratte, darzubringen.

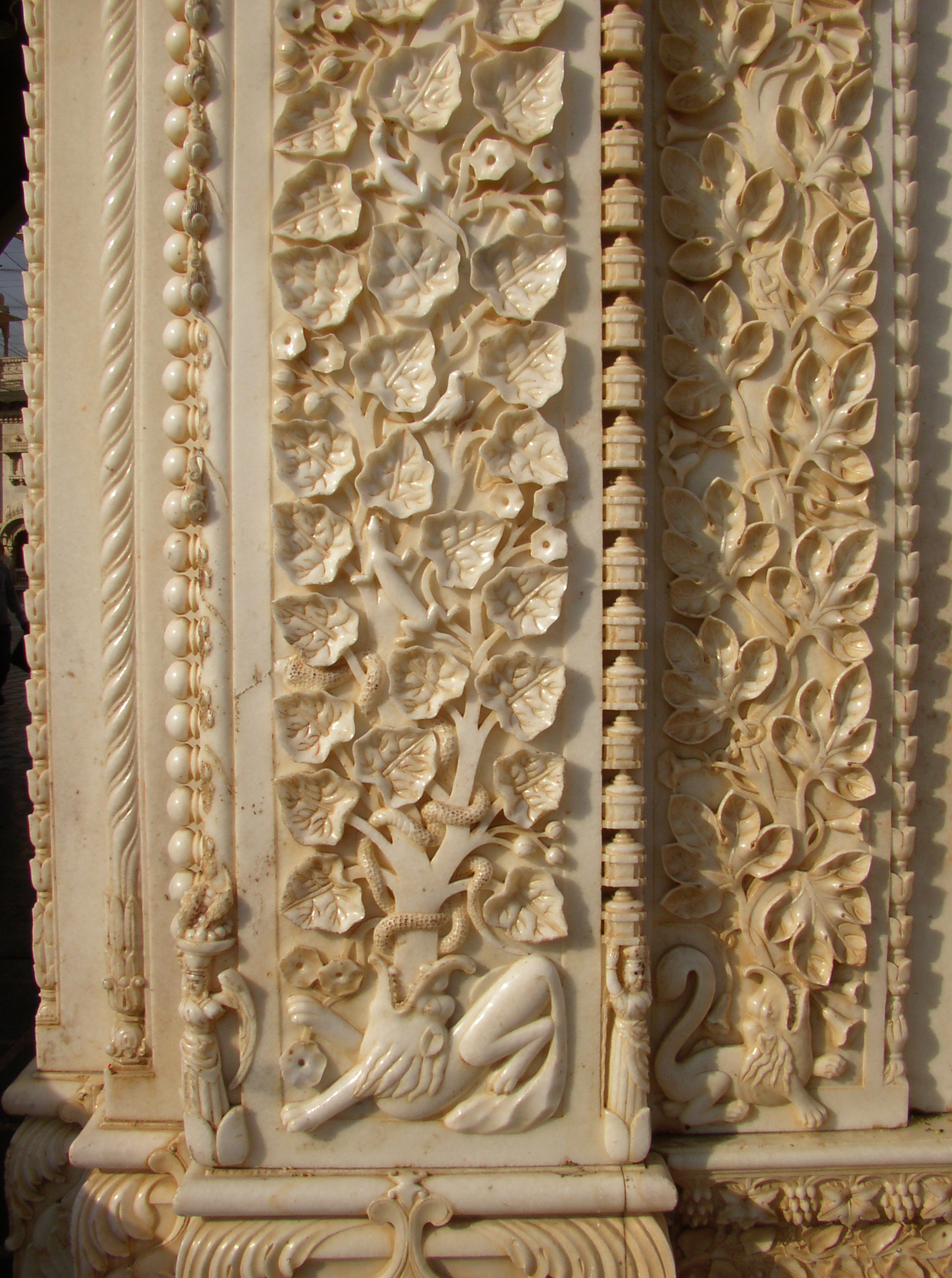
Detail der Tempelfassade

Die Hindus unterscheiden die Ratten im Tempel und außerhalb des Gebäudes. Während die Ratten im Tempel als heilig angesehen werden, werden die Ratten außerhalb als Schädlinge gesehen. Die Ratten werden gejagt und weit entfernt wieder ausgesetzt. Getötet werden sie nicht. Zum Schutz der heiligen Ratten vor Fressfeinden aus der Luft ist nach oben hin der offene Tempelbereich durch ein Netz abgesichert. Die Gläubigen essen von den Speisen und trinken Wasser oder Milch aus den Schalen, von denen zuvor die Ratten gefressen oder getrunken haben.

## Sonstiges
- Helmut Rellergerd, besser unter dem Pseudonym Jason Dark bekannt, ließ sich bei seiner Romanserie des Geisterjägers John Sinclair im Heft John Sinclair: Im Rattentempel (2015) davon inspirieren.
- Kerstin Decker berichtet von dem Tempel in ihrem Buch Die Geschichte des Menschen. Von einer Ratte erzählt (2021).[1]